# Ghiacciaio O'Hara
Il ghiacciaio O'Hara è un ghiacciaio situato sulla costa di Pennell, nella regione nord-occidentale della Dipendenza di Ross, in Antartide. In particolare, il ghiacciaio, il cui punto più alto si trova a circa 900 m s.l.m., ha origine alla base della penisola Tapsell, nella parte orientale dei monti ANARE, in particolare da un punto poco a nord dell'estremità settentrionale della cresta Matthews, e da qui fluisce verso nord-ovest fino a entrare nella parte meridionale della baia di Yule, all'incirca 4 km a ovest di punta Ackroyd.

## Storia
Il ghiacciaio O'Hara è stato mappato per la prima volta dallo United States Geological Survey grazie a fotografie scattate dalla marina militare statunitense (USN) durante ricognizioni aeree e terrestri effettuate nel periodo 1960-63, e così battezzato dal Comitato consultivo dei nomi antartici in onore di Norbert W. O'Hara, membro della spedizione del Programma Antartico degli Stati Uniti d'America che effettuò studi sulla barriera di Ross nella stagione 1965-66.